# Araǰin Xowmb 2007
L'Araǰin Xowmb 2007 è stata la 17ª edizione della seconda serie del campionato armeno di calcio. La stagione è iniziata il 25 aprile 2007 ed è terminata il 6 ottobre successivo.

## Stagione

### Novità
Al termine della stagione 2006, il Lernayin Artsakh è stato promosso in massima serie. Lo Yezerk e l'Hay Ari si sono sciolte al termine della passata stagione. Sono state ammesse alla nuova stagione lo Širak 2 e il Bentonit.
Il numero di squadre si è ridotto da dieci a nove.

### Formula
Le otto squadre partecipanti si affrontano tre volte, per un totale di 24 partite più tre turni di riposo. In seguito all'estromissione del Bentonit, le partite sono diventate 21, senza alcun turno di riposo.

## Classifica
|  | Pos. | Squadra       | Pt | G  | V  | N  | P  | GF | GS | DR  |
|  | ---- | ------------- | -- | -- | -- | -- | -- | -- | -- | --- |
|  | 1.   | P'yownik 2    | 44 | 21 | 14 | 2  | 5  | 54 | 19 | +35 |
|  | 2.   | Mika Erevan 2 | 39 | 21 | 10 | 9  | 2  | 42 | 23 | +19 |
|  | 3.   | Ararat 2      | 34 | 21 | 9  | 7  | 5  | 43 | 26 | +17 |
|  | 4.   | Dinamo Erevan | 33 | 21 | 10 | 3  | 8  | 47 | 38 | +9  |
|  | 5.   | Banants 2     | 28 | 21 | 8  | 4  | 9  | 35 | 38 | -3  |
|  | 6.   | Ganjasar 2    | 28 | 21 | 8  | 4  | 9  | 26 | 37 | -11 |
|  | 7.   | Širak 2       | 19 | 21 | 3  | 10 | 8  | 23 | 44 | -21 |
|  | 8.   | Patani        | 7  | 21 | 2  | 1  | 18 | 19 | 64 | -45 |
|  | 9.   | Bentonit      | 0  | –  | –  | –  | –  | –  | –  | –   |

Legenda:
      Promossa in Bardsragujn chumb 2007
Note:
Tre punti a vittoria, uno a pareggio, zero a sconfitta.